# Werner Grabherr
Werner Grabherr (8 ottobre 1985) è un allenatore di calcio ed ex calciatore austriaco, di ruolo difensore.

## Palmarès

### Giocatore

#### Competizioni nazionali
- Erste Liga: 1

Altach: 2005-2006